# Kosmos Čáslav
Kosmos Čáslav byl československý národní podnik fungující v letech 1946–1993.

## Historie

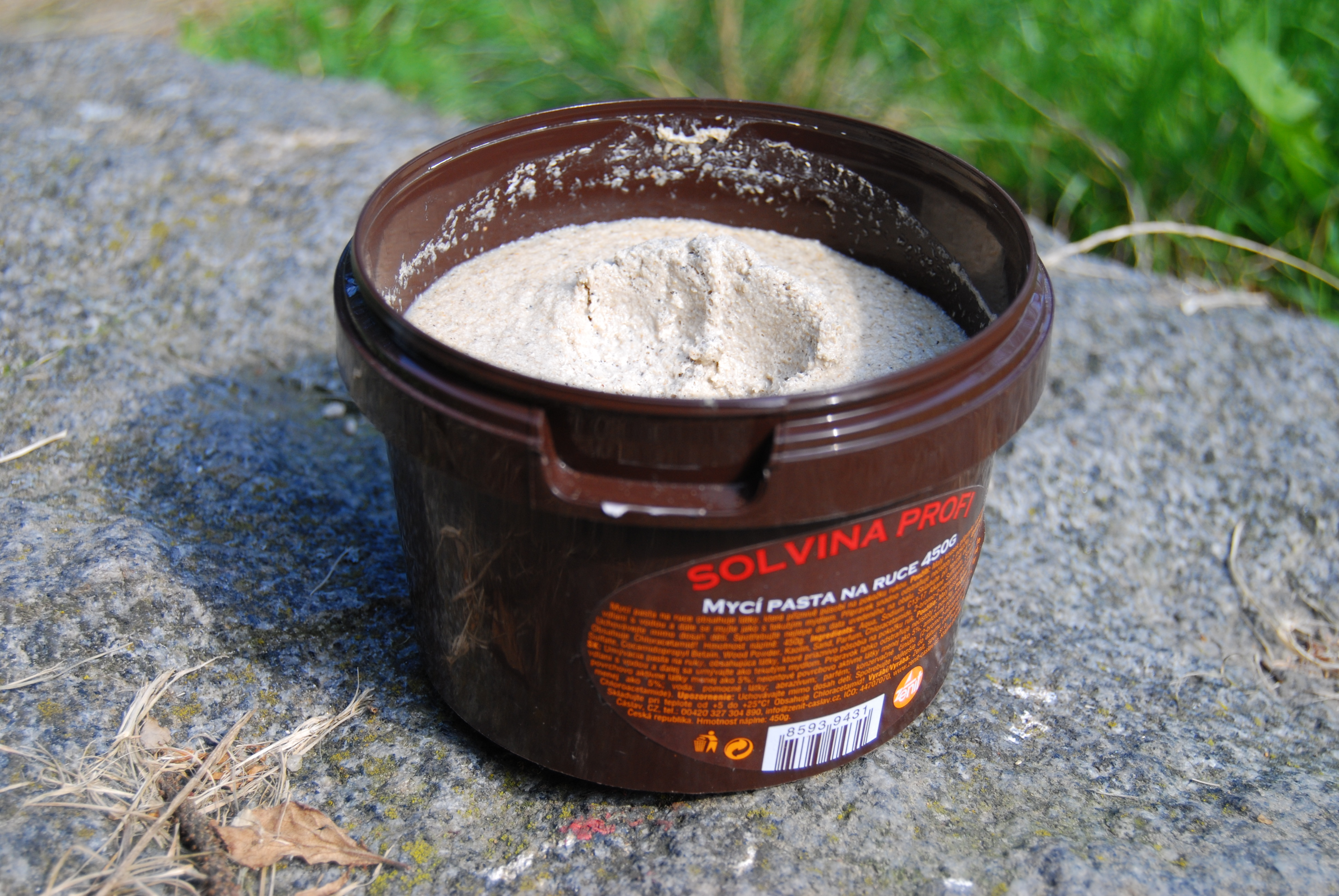
Solvina

Začátky podniku se datují do roku 1906, kdy do čáslavské továrny na líh a lisované droždí přišel nový ředitel Emil Pick. Ten poté tuto firmu přejmenoval na Východočeská továrna na potraviny Emil Pick a spol. Největšího rozmachu dosáhla továrna ve 20. letech kdy v továrně začal pracovat Pickův syn Pavel Pick. Závod byl přejmenován na Závody Kosmos, Emil Pick a spol. Během druhé světové války byl podnik spravován německým průmyslníkem. Po válce byl podnik znárodněn a stal se z něj národní podnik Kosmos Čáslav.

## Produkty

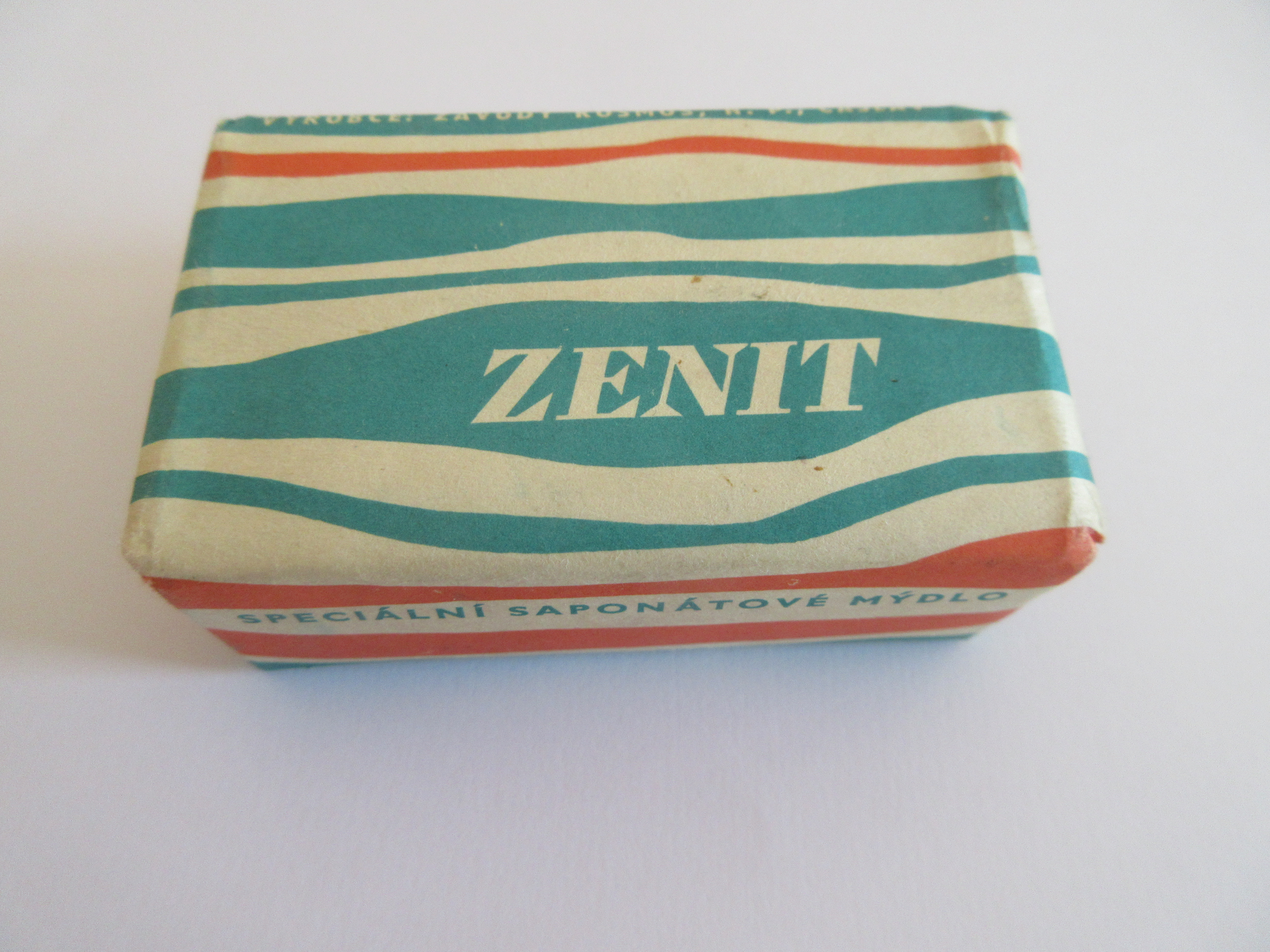
Mýdlo Zenit

Mezi nejznámější produkty patřila Solvina, mycí pasta na ruce, která byla vyráběna ještě před založením Kosmosu Čáslav. Vyráběny však byly i další produkty jako mýdlo Zenit, který bylo prezentováno jako mýdlo pro horníky a kominíky, či saponátový čisticí prostředek Kordovan na mytí umělých hmot a gumy.